# Кісо-Мару
Кісо-Мару — транспортне судно, яке під час Другої світової війни брало участь у операціях японських збройних сил на Тихому океані.
Судно спорудили в 1920 році на верфі Mitsui Bussan для компанії Mitsui Senpaku. З 1937-го його власником стала компанія Tamai Shosen.
Судно реквізували для потреб Імперського флоту Японії. 22 листопада 1943-го «Кісо-Мару» перебувало на підходах до Палау — важливого транспортного хабу на заході Каролінських островів (можливо, воно прямувало в конвої «Вевак-Голландія № 3»). Тут його торпедував і потопив американський підводний човен USS Tinosa.